# Benjamin Gratz Brown
Pour les articles homonymes, voir Benjamin Brown (homonymie), Brown et Graetz.
Benjamin Gratz Brown, né à Lexington (Kentucky) le 28 mai 1826 et mort à Kirkwood (Missouri) le 13 décembre 1885, est un homme politique américain, membre du Parti démocrate puis du Parti républicain.
Après avoir siégé au Sénat des États-Unis de 1863 à 1867 parmi les Républicains radicaux, il fut élu gouverneur du Missouri en 1870 sous les couleurs du Parti républicain libéral, dont il fut le candidat malheureux à la vice-présidence lors de la campagne présidentielle de 1872.

## Biographie
Après des études de droit, Benjamin Gratz Brown s'installa à Saint-Louis dans le Missouri vers 1847. Il y milita aux côtés de son cousin, Francis Preston Blair, Jr., et du sénateur Thomas Hart Benton. Ces démocrates modérés s'opposaient alors à la faction esclavagiste de leur parti.
Élu à la Chambre des représentants du Missouri, il y siégea de 1852 à 1858. Entre 1854 et 1859, il dirigea un journal, le Missouri Democrat. En 1857, il se présenta, en vain, comme candidat au poste de gouverneur.
En 1856, Brown fut blessé à la jambe et handicapé à vie à la suite d'un duel contre un procureur esclavagiste.
Antiesclavagiste, Brown figure parmi les membres fondateurs du Parti républicain.
En 1861, il s'opposa à la sécession du Missouri puis il servit avec le grade de colonel dans l'armée de l'Union, recrutant dans son régiment de nombreux germano-américains.
Élu sénateur en 1863, il appartint à l'aile radicale du Parti républicain. Celle-ci, estimant que la Proclamation d'émancipation était trop limitée (elle ne concernait pas les esclaves du Missouri et d'autres États restés fidèles à l'Union), tenta d'opposer la candidature de John C. Frémont à celle d'Abraham Lincoln, jugé trop modéré, lors de la campagne de 1864. Brown et ses collègues radicaux étaient également hostiles à la politique de Reconstruction du président Andrew Johnson, politique trop complaisante à l'égard du Sud.
Brown dut quitter le Sénat en 1867 à cause de ses problèmes de santé.
Mécontent de la politique menée par les Républicains sous la présidence du général Grant, il rejoignit la dissidence du Parti républicain libéral. C'est sous les couleurs de ce parti, créé par le sénateur républicain du Missouri Carl Schurz, que Brown fut élu gouverneur de cet État en 1870.
Cherchant à empêcher la réélection de Grant, les Républicains libéraux (suivis par les Démocrates, qui craignaient la dispersion de l'opposition au président sortant) choisirent Horace Greeley comme candidat à la présidence pour l'élection de 1872. Initialement candidat à l'investiture présidentielle du parti, Brown fut retenu comme colistier du célèbre journaliste. Ce dernier étant mort avant le vote des grands électeurs, Brown recueillit une partie du vote électoral mais il fut largement distancé par le "ticket" républicain.
Par la suite, Brown retourna au Parti démocrate.